# Menemenspor
Menemen Belediyespor ist ein türkischer Fußballverein aus der Stadt Menemen der westtürkischen Provinz Izmir, dessen offizielle Erstgründung unter dem Namen Menemenspor  auf das Jahr 1945 zurückgeht. Nachdem dieser erste Verein sich 1991 hochverschuldet aufgelöst hatte, wurde 1993 er unter dem Namen Yeni Menemen Belediyespor neugegründet. Später änderte sich der Name in die bis heute bestehende Form.

## Geschichte

### Gründung und die ersten Jahre
In der Kreisstadt Menemen wurde bereits 1927 ein Sportverein unter dem Namen Menemen Türk Ocağı İdman Yurdu gegründet. Da dieser Verein sich nicht als Verein behördlich eingetragen hatte, war dieser Verein nicht als solcher registriert.
Die erste offizielle Gründung fand im Jahr 1947 unter dem Namen Menemen Gençlik Spor Kulübü bzw. kurz Menemen Gençlik in dem örtlichen Halkevi statt. Die Halkevleri waren staatliche geförderte Volkshäuser, in denen die Soziokultur der Bevölkerung gefördert wurde. Die Gründungsmitglieder waren Bedri Onat, Nadir Gündüz, Muhittin Hakkı, Nizamettin Bay, Saim Dinçer, Vecip Dolunay und Halil Uyanık. Als Vereinsfarben wurden die des damals sehr populären Istanbuler Vereins Fenerbahçe gewählt.
Nach der Vereinsgründung nahm der Verein an der Mahalli Lig teil, einer Art regionaler Liga. In der Spielzeit 1942/43 erreichte in dieser Liga Altınordu Izmir die Meisterschaft, während Menemen Gençlik den 3. Tabellenplatz erreichte. Bis zum Jahr 1950 spielte Menemenspor in dieser Liga. Anschließend wurde die Mahalli Lig grundlegend geändert und in ihr die Mannschaften aller Kreisstädte der Provinz Izmir gesammelt. 1955 erreichte Menenmenspor die Meisterschaft dieser Liga. In den 1950er Jahren gründete sich zusätzlich der Verein Menemen Güneş Spor Kulübü bw. kurz Menemen Güneşspor. Somit nahmen in der Saison 1956/57 aus Menemen zwei Mannschaften an der Mahalli Lig teil. Die beiden Teams spielten drei Jahre lang gemeinsam in dieser Liga. Nach diesen drei Jahren zog sich Güneşspor wegen finanzieller Schwierigkeiten aus der Liga zurück. Auf Vorschlag der Verantwortlichen von Güneşspor wurde dieser Verein in Menemen Gençlik eingegliedert.
Die Spielzeit 1960/61 verlief für den Verein sehr problematisch. In der Heimpartie gegen Armutlu Gençlik kam es zu einer Massenschlägerei, bei der auch die Schiedsrichter tätlich angegriffen wurde. Als Reaktion suspendierte der türkische Fußballverband Menemen Gençlik ein Jahr lang von allen Wettbewerben und entzog den meisten Spielern auf unbestimmte Zeit die Lizenz. Zur Saison 1962/63 wurde die Spielsperre für Spieler und Verein aufgehoben, woraufhin sich der Vereinsvorstand wieder traf und Çetin Ceylan zum Vereinspräsidenten wählte. Die nachfolgenden 14 Jahre spielte der Verein dann in der Mahalli Lig.

### Einstieg in den Profifußball und die Drittligajahre
Nachdem zum Sommer 1980 der türkische Profifußball von bisher drei auf lediglich zwei Profiligen reduziert worden war, wurde 1984 auf Direktive des damaligen Staatspräsidenten Turgut Özal die dritthöchste professionelle Fußballliga, die 3. Lig, mit heutigem Namen TFF 2. Lig, wieder eingeführt. Darüber hinaus wurde verkündet, dass man nach Erfüllung bestimmter Auflagen eine Ligateilnahme beantragen könne. Um die Stadtentwicklung voranzutreiben, bemühten sich mehrere Stadtnotabeln darum, die Auflagen zu erfüllen. Beispielsweise verlangte der türkische Fußballverband eine Bürgschaft von 15 Millionen Türkische Lira. Diese Summe wurde vor allem durch die gemeinsamen Anstrengungen des Bürgermeisters İlhami Gürsoy und des Vereinspräsidenten Sabri Karakaş zur Verfügung gestellt. Nachdem man die Auflagen erfüllt hatte, bestätigte der nationale Fußballverband die Teilnahme. So nahm der Verein mit seinem neuen Namen Menemen Spor Kulübü bzw. in der Kurzform Menemenspor in der Spielzeit 1984/85 der wiedereingeführten 3. Lig teil. In der ersten Saison belegte man den hinter Manisaspor und Akhisarspor den 3. Tabellenplatz. In den nachfolgenden Spielzeiten spielte der Klub über die gesamte Saison um die Meisterschaft und verpasste zum Saisonende den Aufstieg in die 2. Futbol Ligi.
Gegen Ende der Spielzeit 1985/86 wurde Kadir Menteşoğlu zum Vereinspräsidenten gewählt. Unter der Führung dieses Vereinspräsidenten wurde massiv in die Mannschaft investiert und als Trainer Mustafa Özkula eingestellt. Dieser Trainer führte den Verein in seiner 3. Drittligasaison, in der Saison 1986/87, zur erhofften Meisterschaft und damit zum Aufstieg in die 2. Lig. Im Laufe der ersten Zweitligaspielzeit trat Menteşoğlu von seinem Amt zurück und sorgte dafür, dass ein neuer Vereinsvorstand gewählt wurde. Nachdem in den ersten beiden Zweitligasaisons der Klassenerhalt noch gesichert werden konnte, geriet der Verein in der Saison 1989/90 in große finanzielle Schwierigkeiten und stieg dadurch nach zweijähriger Zweitligazugehörigkeit wieder in die 3. Lig ab. Auch in der nächsten Spielzeit verpasste der Verein den Klassenerhalt und löste sich schließlich zum Sommer 1991 hochverschuldet auf.

### Zweite Gründung
Im Jahr 1993 wurde der Verein 1993 als Betriebssportverein der Stadtverwaltung der Stadt unter dem Namen Yeni Menemen Belediye Spor Kulübü bzw. Yeni Menemen Belediyespor neu gegründet. Nach der Vereinsgründung nahm der Verein an der untersten regionalen Amateurliga teil und arbeitete sich sukzessiv in die höheren türkischen Amateurligen vor, ehe man in den 2000er Jahren den Aufstieg in die höchste türkische Amateurliga, in die Bölgesel Amatör Lig (BAL), erreichte.

### Rückkehr in den Profifußball und Neuzeit
In der Saison 2007/08 schaffte es der Klub bis in die Aufstiegsrunde der TFF 3. Lig, setzte sich hier gegen alle Rivalen durch und nahm nach zwanzigjähriger Abstinenz wieder am türkischen Profifußball teil.
Nach dem Aufstieg nahm der Verein mit seinem neuen Namen Menemen Belediye Spor Kulübü bzw. Menemen Belediyespor am Wettbewerb der TFF 3. Lig teil. Die Ligaphase der Viertligasaison 2013/14 beendete der Verein als Tabellenfünfter und qualifizierte sich für die Playoff-Runde. In diesem setzte sich die Mannschaft mit 1:0 gegen Yeni Diyarbakırspor durch und stieg damit nach 13 Jahren wieder in die TFF 2. Lig auf.

## Ligazugehörigkeit
- 2. Liga: 1987–1990, Seit 2019
- 3. Liga: 1984–1987, 1990–1991, 2014–2019
- 4. Liga: 2008–2014
- Amateurliga: bis 1993–2008

## Bekannte ehemalige Spieler
- Aydoğan Aygan
- Umut Kekilli
- Ali Özgün

## Trainer (Auswahl)
- Aydoğan Aygan
- Ayfer Elmastaşoğlu
- Doğan Emültay
- Erhan Özalp
- Mustafa Özkula
- Mehmet Türken (Fuji Mehmet)
- Özer Yurteri
- Harun Tekin

## Präsidenten (Auswahl)
- Tahir Şahin
- Aydın Şahin